# Lista de episódios de The Noite com Danilo Gentili (5.ª temporada)
Esta lista contém os episódios da quinta temporada do late-night talk show The Noite com Danilo Gentili, exibidos pelo  SBT desde o dia 12 de março de 2018, que teve o cantor Fábio Júnior como primeiro convidado. O último convidado desta temporada foi o dublador Wendel Bezerra, conhecido por emprestar sua voz ao personagem Goku, em Dragon Ball Super.

## Março
| N.º | Data de exibição    | Convidado(s)                                                                            |
| --- | ------------------- | --------------------------------------------------------------------------------------- |
| 860 | 12 de março de 2018 | Fábio Júnior                                                                            |
| Resultado da transformação de Diguinho Coruja; Mestre Mandou na coletiva de imprensa                                                                                               |                     |                                                                                         |
| |                     |                                                                                         |
| |                     |                                                                                         |
| 861 | 13 de março de 2018 | Alicia Vikander; Rafael Portugal, Thati Lopes, Antônio Tabet e Karina Ramil             |
| |                     |                                                                                         |
| |                     |                                                                                         |
| |                     |                                                                                         |
| 862 | 14 de março de 2018 | MC Loma & as Gêmeas Lacração                                                            |
| Monólogo sobre João Dória; estreia do FDP: Fight de Piadas. |                     |                                                                                         |
| |                     |                                                                                         |
| |                     |                                                                                         |
| 863 | 15 de março de 2018 | Fioravante de Almeida e Dedé Santana                                                    |
| Monólogo sobre Brasília; melhores momentos do Ken Humano; Os Bestalhões, Mestre Mandou                                                                                             |                     |                                                                                         |
| |                     |                                                                                         |
| |                     |                                                                                         |
| 864 | 16 de março de 2018 | Chris Flores, Carlos Bertolazzi, Beca Milano, Robson Jassa, Elisa Tavares e Lucas Ander |
| Monólogo sobre as Coreias; Murilo Couto desafia a Fada do Skate; Fábrica de Despedida de Solteiro                                                                                  |                     |                                                                                         |
| |                     |                                                                                         |
| |                     |                                                                                         |
| 865 | 19 de março de 2018 | Whindersson Nunes                                                                       |
| |                     |                                                                                         |
| |                     |                                                                                         |
| |                     |                                                                                         |
| 866 | 20 de março de 2018 | Ej Snyder e Laura Zerra                                                                 |
| Monólogo sobre o novo mascote da FIESP; Semana do Ken Humano |                     |                                                                                         |
| |                     |                                                                                         |
| |                     |                                                                                         |
| 867 | 21 de março de 2018 | Selton Mello                                                                            |
| Monólogo sobre Eike Batista e Orkut; FDP: Fight de Piadas, musical com a banda Spoon                                                                                               |                     |                                                                                         |
| |                     |                                                                                         |
| |                     |                                                                                         |
| 868 | 22 de março de 2018 | Jojo Todynho                                                                            |
| Monólogo sobre um piloto de Fórmula 1 que teve prejuízo de R$ 40.000 por causa de uma cueca; Léo Lins pergunta: "O que é o Capitalismo?"; Jojo Todynho canta "Que Tiro Foi Esse"   |                     |                                                                                         |
| |                     |                                                                                         |
| |                     |                                                                                         |
| 869 | 23 de março de 2018 | Julio Lobo                                                                              |
| Monólogo sobre o Diguinho Coruja; Murilo Couto visita fábrica de biscoitos da sorte; Musical com Ultraje a Rigor em homenagem a Carlos Eduardo Miranda, que morreu em 22 de Março. |                     |                                                                                         |
| |                     |                                                                                         |
| |                     |                                                                                         |
| 870 | 26 de março de 2018 | Luis Fonsi                                                                              |
| |                     |                                                                                         |
| |                     |                                                                                         |
| |                     |                                                                                         |
| 871 | 27 de março de 2018 | Simon Pegg; Bispo Arnaldo                                                               |
| Monólogo sobre o presidente dos EUA Donald Trump pela guerra comercial contra a China.                                                                                             |                     |                                                                                         |
| |                     |                                                                                         |
| |                     |                                                                                         |
| 872 | 28 de março de 2018 | Maiara & Maraisa                                                                        |
| Final de Março do do FDP: Fight de Piadas |                     |                                                                                         |
| |                     |                                                                                         |
| |                     |                                                                                         |
| 873 | 29 de março de 2018 | Ciência em Show                                                                         |
| |                     |                                                                                         |
| |                     |                                                                                         |
| |                     |                                                                                         |
| 874 | 30 de março de 2018 | Harmonia do Samba; Smigol                                                               |
| |                     |                                                                                         |
| |                     |                                                                                         |
| |                     |                                                                                         |

## Abril
| N.º | Data de exibição    | Convidado(s)                                         |
| --- | ------------------- | ---------------------------------------------------- |
| 875 | 2 de abril de 2018  | Fernando & Sorocaba                                  |
| |                     |                                                      |
| |                     |                                                      |
| |                     |                                                      |
| 876 | 3 de abril de 2018  | Cristiana Oliveira; Roberto Livianu                  |
| |                     |                                                      |
| |                     |                                                      |
| |                     |                                                      |
| 877 | 4 de abril de 2018  | Tirullipa                                            |
| Monólogo: Roger X Danilo; Murilo Couto visita uma feira erótica                                                                                         |                     |                                                      |
| |                     |                                                      |
| |                     |                                                      |
| 878 | 5 de abril de 2018  | Sabrina Sato                                         |
| |                     |                                                      |
| |                     |                                                      |
| |                     |                                                      |
| 879 | 6 de abril de 2018  | Supla; DNASTY                                        |
| |                     |                                                      |
| |                     |                                                      |
| |                     |                                                      |
| 880 | 9 de abril de 2018  | Marcelo Tas                                          |
| Marcelo Tas revive o Top Five, um dos quadros do programa CQC; Ultraje a Rigor toca "Funky Mama".                                                       |                     |                                                      |
| |                     |                                                      |
| |                     |                                                      |
| 881 | 10 de abril de 2018 | Antonia Fontenelle                                   |
| |                     |                                                      |
| |                     |                                                      |
| |                     |                                                      |
| 882 | 11 de abril de 2018 | Gusttavo Lima                                        |
| Monólogo sobre a prisão do ex-presidente Lula; Apelidos carinhosos do elenco do The Noite                                                               |                     |                                                      |
| |                     |                                                      |
| |                     |                                                      |
| 883 | 12 de abril de 2018 | Lívia Andrade                                        |
| |                     |                                                      |
| |                     |                                                      |
| |                     |                                                      |
| 884 | 13 de abril de 2018 | Tânia Mara                                           |
| Contrarium e Favorarium |                     |                                                      |
| |                     |                                                      |
| |                     |                                                      |
| 885 | 16 de abril de 2018 | Paulo Cintura; Spoon                                 |
| Reexibição da entrevista de Paulo Barbosa, morto no mesmo dia.                                                                                          |                     |                                                      |
| |                     |                                                      |
| |                     |                                                      |
| 886 | 17 de abril de 2018 | Paulo Morbio, Tati Faria                             |
| |                     |                                                      |
| |                     |                                                      |
| |                     |                                                      |
| 887 | 18 de abril de 2018 | Wesley Safadão                                       |
| |                     |                                                      |
| |                     |                                                      |
| |                     |                                                      |
| 888 | 19 de abril de 2018 | Pagode da Ofensa                                     |
| |                     |                                                      |
| |                     |                                                      |
| |                     |                                                      |
| 889 | 20 de abril de 2018 | Jonathan Nemer; Tash Sultana                         |
| Danilo discute com Diguinho sobre o closet em seu apartamento; Monólogo sobre o ladrão de lanches; Musical com Tash Sultana, cantando a música "Notion" |                     |                                                      |
| |                     |                                                      |
| |                     |                                                      |
| 890 | 23 de abril de 2018 | Gustavo Mioto                                        |
| |                     |                                                      |
| |                     |                                                      |
| |                     |                                                      |
| 891 | 24 de abril de 2018 | Rogério Skylab; Jussara Binoto                       |
| |                     |                                                      |
| |                     |                                                      |
| |                     |                                                      |
| 892 | 25 de abril de 2018 | Michel Teló                                          |
| |                     |                                                      |
| |                     |                                                      |
| |                     |                                                      |
| 893 | 26 de abril de 2018 | Marcelo Madureira, Cláudio Manoel e Hélio de la Peña |
| Monólogo sobre Lula |                     |                                                      |
| |                     |                                                      |
| |                     |                                                      |
| 894 | 27 de abril de 2018 | Camilla Camargo; Elenco da série 3%                  |
| |                     |                                                      |
| |                     |                                                      |
| |                     |                                                      |
| 895 | 30 de abril de 2018 | Joelma Mendes                                        |
| |                     |                                                      |
| |                     |                                                      |
| |                     |                                                      |

## Maio
| N.º | Data de exibição   | Convidado(s)                   |
| --- | ------------------ | ------------------------------ |
| 896 | 1 de maio de 2018  | Paulo Miklos                   |
| Monólogo sobre a paz entre as Coreias; Paulo Miklos canta "Vou te Encontrar" |                    |                                |
| |                    |                                |
| |                    |                                |
| 897 | 2 de maio de 2018  | Luan Santana                   |
| Plantão do Futuro; Luan Santana canta "Acordando o Prédio" |                    |                                |
| |                    |                                |
| |                    |                                |
| 898 | 3 de maio de 2018  | Márvio Lúcio; Rod Hanna        |
| |                    |                                |
| |                    |                                |
| |                    |                                |
| 899 | 4 de maio de 2018  | Theodore Dalrymple             |
| |                    |                                |
| |                    |                                |
| |                    |                                |
| 900 | 7 de maio de 2018  | João Camargo; Art Popular      |
| Monólogo sobre o Passa ou Repassa; Juliana joga fora o antigo troféu para dar lugar ao novo, conquistado após a vitória no programa sobre os jornalistas do SBT, que resultou também no acidente envolvendo Cássius Zeilmann. 900º episódio do programa. |                    |                                |
| |                    |                                |
| |                    |                                |
| 901 | 8 de maio de 2018  | Kadu Moliterno                 |
| |                    |                                |
| |                    |                                |
| |                    |                                |
| 902 | 9 de maio de 2018  | Esteban Valdés e Miguel Valdés |
| Entrevista com o filho e neto de Ramón Valdés, o Seu Madruga da série de TV Chaves |                    |                                |
| |                    |                                |
| |                    |                                |
| 903 | 10 de maio de 2018 | Chitãozinho & Xororó           |
| Monólogo sobre a ameaça do Ken Humano; Danilo Gentile e Chitãozinho e Xororó cantam o sucesso "Evidências" nos corredores do SBT. |                    |                                |
| |                    |                                |
| |                    |                                |
| 904 | 11 de maio de 2018 | Di Ferrero                     |
| |                    |                                |
| |                    |                                |
| |                    |                                |
| 905 | 14 de maio de 2018 | Rita Pavone                    |
| |                    |                                |
| |                    |                                |
| |                    |                                |
| 906 | 15 de maio de 2018 | Derico                         |
| |                    |                                |
| |                    |                                |
| |                    |                                |
| 907 | 16 de maio de 2018 | Morena Baccarin, Gavin James   |
| Monólogo sobre o ônibus da Copa do Mundo |                    |                                |
| |                    |                                |
| |                    |                                |
| 908 | 17 de maio de 2018 | Encrenca, Breno & Caio César   |
| |                    |                                |
| |                    |                                |
| |                    |                                |
| 909 | 18 de maio de 2018 | Sweet Carol, Jão               |
| |                    |                                |
| |                    |                                |
| |                    |                                |
| 910 | 21 de maio de 2018 | CNCO                           |
| |                    |                                |
| |                    |                                |
| |                    |                                |
| 911 | 22 de maio de 2018 | Chrigor                        |
| |                    |                                |
| |                    |                                |
| |                    |                                |
| 912 | 23 de maio de 2018 | Rodrigo Alves                  |
| Monólogo sobre o dia da verdade; o duelo entre Rodrigo e Diguinho para saber quem fica com o título de Ken Humano. |                    |                                |
| |                    |                                |
| |                    |                                |
| 913 | 24 de maio de 2018 | Giovani Braz                   |
| Monólogo sobre a ausência de Diguinho Coruja |                    |                                |
| |                    |                                |
| |                    |                                |
| 914 | 25 de maio de 2018 | Manu Gavassi, Alessandra Dutra |
| Monólogo sobre o desaparecimento de Diguinho Coruja |                    |                                |
| |                    |                                |
| |                    |                                |
| 915 | 28 de maio de 2018 | Lucas Veloso, Simple Plan      |
| Monólogo sobre a greve dos caminhoneiros |                    |                                |
| |                    |                                |
| |                    |                                |
| 916 | 29 de maio de 2018 | Carla Vilhena                  |
| Monólogo sobre a greve dos redatores |                    |                                |
| |                    |                                |
| |                    |                                |
| 917 | 30 de maio de 2018 | Carlinhos Aguiar, Project46    |
| |                    |                                |
| |                    |                                |
| |                    |                                |
| 918 | 31 de maio de 2018 | Capelão                        |
| |                    |                                |
| |                    |                                |
| |                    |                                |

## Junho
| N.º | Data de exibição    | Convidado(s)                           |
| --- | ------------------- | -------------------------------------- |
| 919 | 1º de junho de 2018 | Zico Lamour                            |
| |                     |                                        |
| |                     |                                        |
| |                     |                                        |
| 920 | 4 de junho de 2018  | Péricles, Wendell Lira                 |
| Diguinho retorna ao programa |                     |                                        |
| |                     |                                        |
| |                     |                                        |
| 921 | 5 de junho de 2018  | Tony Harris, Régis Danese              |
| |                     |                                        |
| |                     |                                        |
| |                     |                                        |
| 922 | 6 de junho de 2018  | Karen Domingos                         |
| |                     |                                        |
| |                     |                                        |
| |                     |                                        |
| 923 | 7 de junho de 2018  | Rey Bianchini                          |
| |                     |                                        |
| |                     |                                        |
| |                     |                                        |
| 924 | 8 de junho de 2018  | Luiz França, Marcinho Eiras            |
| |                     |                                        |
| |                     |                                        |
| |                     |                                        |
| 925 | 11 de junho de 2018 | Dudu Camargo, Barbie Humana            |
| Especial dia dos namorados. |                     |                                        |
| |                     |                                        |
| |                     |                                        |
| 926 | 12 de junho de 2018 | Bruno Vicari, Marc Dourdin             |
| |                     |                                        |
| |                     |                                        |
| |                     |                                        |
| 927 | 13 de junho de 2018 | Marcelinho Carioca, Amaral, Dinei      |
| Amanhã no The Noite: Chaves. |                     |                                        |
| |                     |                                        |
| |                     |                                        |
| 928 | 14 de junho de 2018 | Priscilla Alcântara, Yudi Tamashiro    |
| Murilo Couto entrevista o cantor George Ezra |                     |                                        |
| |                     |                                        |
| |                     |                                        |
| 929 | 15 de junho de 2018 | Paulo Bonfá, De Placa                  |
| Monólogo sobre o Kazoo do Torcedor |                     |                                        |
| |                     |                                        |
| |                     |                                        |
| 930 | 18 de junho de 2018 | Léo Santana                            |
| Amanhã no The Noite: Conexão do Repórter. |                     |                                        |
| |                     |                                        |
| |                     |                                        |
| 931 | 19 de junho de 2018 | Canal Visurdo                          |
| Monólogo sobre os favoritos do Bolão do The Noite; Amanhã no The Noite: Os Hidrantes de Coque; Ultraje a Rigor toca "Nitro".                                                                          |                     |                                        |
| |                     |                                        |
| |                     |                                        |
| 932 | 20 de junho de 2018 | Gilberto Barros                        |
| |                     |                                        |
| |                     |                                        |
| |                     |                                        |
| 933 | 21 de junho de 2018 | Leão Lobo                              |
| Monólogo sobre o Lula comentarista, Fight de Piadas: André Santi x Márcio Américo |                     |                                        |
| |                     |                                        |
| |                     |                                        |
| 934 | 22 de junho de 2018 | Fabrício Carpinejar; Israel & Rodolffo |
| Monólogo sobre Murilo Couto na Rússia, Israel & Rodolffo cantam "Casa Mobiliada". |                     |                                        |
| |                     |                                        |
| |                     |                                        |
| 935 | 25 de junho de 2018 | MC MM & DJ RD                          |
| Monólogo sobre a Dancinha do Hexa; Fight de Piadas: Délio Macnamara x Márcio Américo; Murilo Couto em campeonato de Cubo Mágico; Biografia quase autorizada com Yudi Tamashiro e Priscilla Alcantara. |                     |                                        |
| |                     |                                        |
| |                     |                                        |
| 936 | 26 de junho de 2018 | Mari Antunes; Ingvild Deila            |
| Monólogo sobre a vibração da torcida. |                     |                                        |
| |                     |                                        |
| |                     |                                        |
| 937 | 27 de junho de 2018 | Paula Fernandes                        |
| Monólogo sobre o Arraiá do The Noite e a Copa da Rússia; Fight de Piadas: Igor Guimarães x André Santi; Paula Fernandes canta "Beijo Bom".                                                            |                     |                                        |
| |                     |                                        |
| |                     |                                        |
| 938 | 28 de junho de 2018 | Guilherme Briggs                       |
| Monólogo sobre o 1° Debate entre homem e máquina; Léo Lins discute sobre machismo e feminismo. |                     |                                        |
| |                     |                                        |
| |                     |                                        |
| 939 | 29 de junho de 2018 | Ferrugem; Gero Camilo e Victor Mendes  |
| Monólogo com Diguinho Coruja; Ferrugem canta "Pra Você Acreditar". |                     |                                        |
| |                     |                                        |
| |                     |                                        |

## Julho
| N.º | Data de exibição    | Convidado(s)                          |
| --- | ------------------- | ------------------------------------- |
| 940 | 2 de julho de 2018  | Maite Perroni                         |
| Monólogo sobre as previsões da Formiga Sérgio para a Copa do Mundo; Murilo Couto vive um dia de lixeiro; Maite Perroni canta "Loca".                                                                                        |                     |                                       |
| |                     |                                       |
| |                     |                                       |
| 941 | 3 de julho de 2018  | Dr. Adriano Almeida                   |
| Monólogo sobre os ratos; Léo Lins fala sobre prostituição; Dr. Adriano Almeida canta "Deixa Eu Beber em Paz". |                     |                                       |
| |                     |                                       |
| |                     |                                       |
| 942 | 4 de julho de 2018  | Melody e Bella Angel                  |
| Monólogo sobre a explosão de fofura na Austrália; No Pé da Letra: Com MC Lan; Bella e Melody cantam "Tô Bem, Tô Zen". |                     |                                       |
| |                     |                                       |
| |                     |                                       |
| 943 | 5 de julho de 2018  | Pedro Cardoso                         |
| Novas previsões da formiga Sérgio sobre os jogos de sexta da Copa do Mundo; Ultraje a Rigor toca "Basket Case". |                     |                                       |
| |                     |                                       |
| |                     |                                       |
| 944 | 6 de julho de 2018  | Caio Novaes; Tais Alvarenga           |
| Monologo sobre a eliminação do Brasil ao ser derrotado pela Bélgica nas quartas de final da Copa do Mundo de 2018. |                     |                                       |
| |                     |                                       |
| |                     |                                       |
| 945 | 9 de julho de 2018  | Ronald; Diogo Piçarra                 |
| Diogo Piçarra canta "Paraíso". |                     |                                       |
| |                     |                                       |
| |                     |                                       |
| 946 | 10 de julho de 2018 | Tiago Mattos; Jarbas Homem de Mello   |
| Ultraje a Rigor toca "Mr. Crowley". |                     |                                       |
| |                     |                                       |
| |                     |                                       |
| 947 | 11 de julho de 2018 | Gloria Groove; Carlos Minuano         |
| Monólogo sobre um americano que comeu 74 cachorros-quentes; Leite Show: O que é Felicidade?; Gloria Groove canta "Arrasta".                                                                                                 |                     |                                       |
| |                     |                                       |
| |                     |                                       |
| 948 | 12 de julho de 2018 | Bira                                  |
| No Pé da Letra: Com Supla; Ultraje a Rigor toca "Lucille". |                     |                                       |
| |                     |                                       |
| |                     |                                       |
| 949 | 13 de julho de 2018 | Angra                                 |
| Formiga Sérgio e a previsão para a grande Final da Copa do Mundo da Rússia. |                     |                                       |
| |                     |                                       |
| |                     |                                       |
| 950 | 16 de julho de 2018 | Castro Brothers                       |
| Monólogo sobre um impostor que se passava pela formiga Sérgio; Leite Show: O que é esporte?; No Pé da Letra: Com MC Brinquedo.                                                                                              |                     |                                       |
| |                     |                                       |
| |                     |                                       |
| 951 | 17 de julho de 2018 | Lobão                                 |
| Monólogo sobre um dinossauro gigante que foi descoberto na Argentina; Fight de Piadas: Bubiz Barros x Eduardo Castilho; Lobão canta "Lanterna dos Afogados".                                                                |                     |                                       |
| |                     |                                       |
| |                     |                                       |
| 952 | 18 de julho de 2018 | Luiza Possi; Ana Lilian de la Macorra |
| Monólogo com o vencedor do Bolão do The Noite; Luiza Possi canta "Você Me Vira a Cabeça". |                     |                                       |
| |                     |                                       |
| |                     |                                       |
| 953 | 19 de julho de 2018 | Byafra                                |
| Monólogo: Uma câmera flagra um impostor no camarim; Fight de Piadas: Diogo Lucas x Diogo Portugal; Byafra canta "Leão Ferido" e "Sonho de Ícaro".                                                                           |                     |                                       |
| |                     |                                       |
| |                     |                                       |
| 954 | 20 de julho de 2018 | Nathália Arcuri                       |
| Fight de Piadas: Eduardo Castilho x Diogo Luccas; Ultraje a Rigor toca "Blues". |                     |                                       |
| |                     |                                       |
| |                     |                                       |
| 955 | 23 de julho de 2018 | Os Sósias                             |
| Monólogo sobre uma tartaruga que parece o Marcos Kleine. Danilo entrevista os sósias de Elvis Presley, Neymar, Sandy e Ronaldinho Gaúcho, e ainda jogaram futebol no palco; Fight de Piadas: Bubiz Barros x Diogo Portugal. |                     |                                       |
| |                     |                                       |
| |                     |                                       |
| 956 | 24 de julho de 2018 | Sampa Crew                            |
| Monólogo sobre um homem, que queimou um carro em frente ao motel por engano; No Pé da Letra: Com Leandro Lehart; Sampa Crew canta "Eterno Amor".                                                                            |                     |                                       |
| |                     |                                       |
| |                     |                                       |
| 957 | 25 de julho de 2018 | João Guilherme Ávila                  |
| Monólogo sobre a esfirra do Danilo, e os novos emojis; Contrarium e Favorarium; João Guilherme canta "Manual". |                     |                                       |
| |                     |                                       |
| |                     |                                       |
| 958 | 26 de julho de 2018 | Evandro Santo                         |
| Monólogo sobre um palhaço que invadiu a casa da ex-sogra; Léo Lins discute a legalização do aborto. |                     |                                       |
| |                     |                                       |
| |                     |                                       |
| 959 | 27 de julho de 2018 | Babi Xavier; Carrapicho               |
| Carrapicho canta "Tic Tac". |                     |                                       |
| |                     |                                       |
| |                     |                                       |
| 960 | 30 de julho de 2018 | Belo                                  |
| Monólogo sobre a hamburgueria do Harry Potter; Leite Show: O que é fama?; No Pé da Letra: Com Diego Atalaia; Belo canta "Fases".                                                                                            |                     |                                       |
| |                     |                                       |
| |                     |                                       |
| 961 | 31 de julho de 2018 | Rominho Braga; Open Farra             |
| Monólogo sobre uma crítica que os biólogos fizeram ao emoji da formiga. |                     |                                       |
| |                     |                                       |
| |                     |                                       |

## Agosto
| N.º | Data de exibição     | Convidado(s)                                          |
| --- | -------------------- | ----------------------------------------------------- |
| 962 | 1° de agosto de 2018 | Adore Delano; Anavitória                              |
| Concurso de drag queens, com Léo Lins e Murilo Couto; Adore Delano canta "Pretty Boys Cry". |                      |                                                       |
| |                      |                                                       |
| |                      |                                                       |
| 963 | 2 de agosto de 2018  | Gilliard; Otávio Martins e Carolina Ferraz            |
| Monólogo sobre a vandalização da estrela de Donald Trump na Calçada da Fama; Gilliard canta "Folha ao Vento". |                      |                                                       |
| |                      |                                                       |
| |                      |                                                       |
| 964 | 3 de agosto de 2018  | Vitor Kley; Karen Jonz                                |
| Desafio: Quem desafina é corno com Vitor Kley, e ele ainda canta "O Sol" no final do episódio. |                      |                                                       |
| |                      |                                                       |
| |                      |                                                       |
| 965 | 6 de agosto de 2018  | Eduardo & Rosangela Llanos                            |
| Monólogo sobre um policial que foi preso por beber refrigerante do colega; No Pé da Letra: Com Raffa Moreira; Ultraje a Rigor canta "Love Pipe".                                                                             |                      |                                                       |
| |                      |                                                       |
| |                      |                                                       |
| 966 | 7 de agosto de 2018  | Isadora Becker                                        |
| O monólogo que não houve piada boa; Isadora Becker ensina a fazer a torta do Passa ou Repassa. |                      |                                                       |
| |                      |                                                       |
| |                      |                                                       |
| 967 | 8 de agosto de 2018  | Ludmilla                                              |
| Monólogo sobre uma mulher que matou o marido, por causa de um filme pornô; Léo Lins entrevista o elenco do filme Megatubarão; Ludmilla canta "Jogando Sujo".                                                                 |                      |                                                       |
| |                      |                                                       |
| |                      |                                                       |
| 968 | 9 de agosto de 2018  | Nadja Haddad, Olivier Anquier e Beca Milano           |
| Danilo entrevista o elenco da nova temporada do Bake Off Brasil: Mão na Massa, e eles ainda enfrentam Léo Lins e Murilo Couto em duelo de confeitaria.                                                                       |                      |                                                       |
| |                      |                                                       |
| |                      |                                                       |
| 969 | 10 de agosto de 2018 | Banda Rockiável; Alycia Debnam-Carey e Colman Domingo |
| Monólogo sobre as eleições, que terão votação pelo celular; Alycia e Colman fazem parte do elenco de Fear the Walking Dead.                                                                                                  |                      |                                                       |
| |                      |                                                       |
| |                      |                                                       |
| 970 | 13 de agosto de 2018 | Herbert Richers Jr.                                   |
| Especial de Dia dos Pais, com homenagem aos pais do programa, e um Leite Show especial; Monólogo sobre os velhinhos que fugiram do asilo para assistir um show de heavy metal; Léo Lins e Juliana Oliveira viram dubladores. |                      |                                                       |
| |                      |                                                       |
| |                      |                                                       |
| 971 | 14 de agosto de 2018 | Mylla Christie                                        |
| No Pé da Letra: Com Gil Bala. |                      |                                                       |
| |                      |                                                       |
| |                      |                                                       |
| 972 | 15 de agosto de 2018 | Thiago Brava; René Auberjonois e Richard Arnold       |
| Thiago Brava canta "Já Convenci". |                      |                                                       |
| |                      |                                                       |
| |                      |                                                       |
| 973 | 16 de agosto de 2018 | Buchecha                                              |
| Buchecha cai no Arquivo Desconfidencial, e ainda canta "Paguei pra Ver"; No Pé da Letra: Com Belo. |                      |                                                       |
| |                      |                                                       |
| |                      |                                                       |
| 974 | 17 de agosto de 2018 | Cristian Budu                                         |
| Léo Lins discute se o funk é cultura ou não; Ultraje a Rigor canta "Green Onion". |                      |                                                       |
| |                      |                                                       |
| |                      |                                                       |
| 975 | 20 de agosto de 2018 | Manoel Beato                                          |
| Equipe do The Noite parabeniza os 37 anos do SBT; Leite Show: Os 37 anos do SBT. |                      |                                                       |
| |                      |                                                       |
| |                      |                                                       |
| 976 | 21 de agosto de 2018 | João Augusto e Rafael Ramos                           |
| Monólogo sobre o condomínio destinado para quem sofre de Alzheimer na França; Fight de Piadas: Murilo Moraes x Osmar Campbell.                                                                                               |                      |                                                       |
| |                      |                                                       |
| |                      |                                                       |
| 977 | 22 de agosto de 2018 | Suzana Alves; MC WM                                   |
| Danilo Gentili conta sobre sua viagem aos Estados Unidos e toma corte de Diguinho; MC WM canta "Fuleragem". |                      |                                                       |
| |                      |                                                       |
| |                      |                                                       |
| 978 | 23 de agosto de 2018 | Aroldo Maciel; Miriam Mehler e Sandra Pêra            |
| |                      |                                                       |
| |                      |                                                       |
| |                      |                                                       |
| 979 | 24 de agosto de 2018 | César Cielo                                           |
| Monólogo sobre um gato gigante; Fight de Piadas: Humberto Rosso x Fábio Güeré; Ultraje a Rigor canta "Sleep Walk". |                      |                                                       |
| |                      |                                                       |
| |                      |                                                       |
| 980 | 27 de agosto de 2018 | Ricardo Corbucci                                      |
| Desafio de quem come mais hot dogs entre Ricardo Corbucci e a equipe do The Noite; Fight de Piadas: Murilo Moraes x Humberto Rosso.                                                                                          |                      |                                                       |
| |                      |                                                       |
| |                      |                                                       |
| 981 | 28 de agosto de 2018 | Bia e Branca                                          |
| Monólogo de um campeão olímpico que quebrou a vara; Léo Lins pergunta: O que os americanos pensam sobre Imigração? |                      |                                                       |
| |                      |                                                       |
| |                      |                                                       |
| 982 | 29 de agosto de 2018 | MC Kekel                                              |
| MC Kekel cai no Arquivo Desconfidencial, e ainda canta "Amor de Verdade"; Fight de Piadas: Fábio Güeré x Osmar Campbell. |                      |                                                       |
| |                      |                                                       |
| |                      |                                                       |
| 983 | 30 de agosto de 2018 | Daniel Zukerman                                       |
| |                      |                                                       |
| |                      |                                                       |
| |                      |                                                       |
| 984 | 31 de agosto de 2018 | Madeline Brewer; Marcelo Vasco e Rafael Tavares       |
| |                      |                                                       |
| |                      |                                                       |
| |                      |                                                       |

## Setembro
| N.º | Data de exibição       | Convidado(s)                                                            |
| --- | ---------------------- | ----------------------------------------------------------------------- |
| 985 | 3 de setembro de 2018  | Roberta Miranda; Paulo Terra, Pedro Terra & Edy HP                      |
| Monólogo sobre o Incêndio no Museu Nacional do Brasil; Roberta Miranda canta "Minha Vida É Você"; Pedro Terra canta "Ciúme" ao lado do Ultraje a Rigor. |                        |                                                                         |
| |                        |                                                                         |
| |                        |                                                                         |
| 986 | 4 de setembro de 2018  | Time da ESPN Brasil; Ovelha                                             |
| Danilo Gentili recebe os comentaristas Paulo Mancha e Paulo Antunes, e os locutores Everaldo Marques e Rômulo Mendonça para um bate-papo sobre a NFL; Monólogo sobre a mulher que não engravidava; Curiosidades do The Noite; Ovelha canta "Sem Você Não Viverei" ao lado do Ultraje a Rigor. |                        |                                                                         |
| |                        |                                                                         |
| |                        |                                                                         |
| 987 | 5 de setembro de 2018  | Rouge                                                                   |
| Urso que invadiu o hotel do filme "O Iluminado" é tema do Monólogo; Leite Show: Tá na moda? |                        |                                                                         |
| |                        |                                                                         |
| |                        |                                                                         |
| 988 | 6 de setembro de 2018  | Flávia Monteiro; Gabi Martins                                           |
| Monólogo sobre a nova moda da cerveja congelada; Gabi Martins canta "Neném". |                        |                                                                         |
| |                        |                                                                         |
| |                        |                                                                         |
| 989 | 7 de setembro de 2018  | Melim; Timothy Bloom e Nathi                                            |
| Uma mala suspeita no aeroporto é o tema do Monólogo do dia; Melim toca o sucesso "Meu Abrigo". |                        |                                                                         |
| |                        |                                                                         |
| |                        |                                                                         |
| 990 | 10 de setembro de 2018 | Ciro Bottini                                                            |
| Monólogo sobre o cabeleireiro Jassa; homenagem ao Mr. Catra. |                        |                                                                         |
| Observação: Este episódio é dedicado à memória de Mr. Catra, que faleceu em 09/09/2018. |                        |                                                                         |
| |                        |                                                                         |
| 991 | 11 de setembro de 2018 | Sany Sonnenreich, Jacqueline Ventura, Dança Folclórica Israeli do Grupo |
| Especial de Rosh Hashaná |                        |                                                                         |
| |                        |                                                                         |
| |                        |                                                                         |
| 992 | 12 de setembro de 2018 | Marcos Mion                                                             |
| |                        |                                                                         |
| |                        |                                                                         |
| |                        |                                                                         |
| 993 | 13 de setembro de 2018 | Carlos Roberto "Bem-te-vi"; Sublime with Rome                           |
| |                        |                                                                         |
| |                        |                                                                         |
| |                        |                                                                         |
| 994 | 14 de setembro de 2018 | Marcelo Robocop; Jesselee Jones                                         |
| |                        |                                                                         |
| |                        |                                                                         |
| |                        |                                                                         |
| 995 | 17 de setembro de 2018 | Nego do Borel                                                           |
| |                        |                                                                         |
| |                        |                                                                         |
| |                        |                                                                         |
| 996 | 18 de setembro de 2018 | Minotauro e Minotouro                                                   |
| |                        |                                                                         |
| |                        |                                                                         |
| |                        |                                                                         |
| 997 | 19 de setembro de 2018 | Gaúcho da Fronteira; José Augusto                                       |
| |                        |                                                                         |
| |                        |                                                                         |
| |                        |                                                                         |
| 998 | 20 de setembro de 2018 | Carlinhos Maia                                                          |
| |                        |                                                                         |
| |                        |                                                                         |
| |                        |                                                                         |
| 999 | 21 de setembro de 2018 | Alok; Rafinha Bastos                                                    |
| |                        |                                                                         |
| |                        |                                                                         |
| |                        |                                                                         |
| 1000 | 24 de setembro de 2018 | Rodrigo Teaser                                                          |
| |                        |                                                                         |
| Observação: 1000° episódio inédito do The Noite. |                        |                                                                         |
| |                        |                                                                         |
| 1001 | 25 de setembro de 2018 | Daniel Boaventura                                                       |
| |                        |                                                                         |
| |                        |                                                                         |
| |                        |                                                                         |
| 1002 | 26 de setembro de 2018 | Daya Luz                                                                |
| |                        |                                                                         |
| |                        |                                                                         |
| |                        |                                                                         |
| 1003 | 27 de setembro de 2018 | Raça Negra                                                              |
| |                        |                                                                         |
| |                        |                                                                         |
| |                        |                                                                         |
| 1004 | 28 de setembro de 2018 | Felipe Folgosi; Cachorro Grande                                         |
| |                        |                                                                         |
| |                        |                                                                         |
| |                        |                                                                         |

## Outubro
| N.º                                                 | Data de exibição      | Convidado(s)                                                 |
| --------------------------------------------------- | --------------------- | ------------------------------------------------------------ |
| 1005                                                | 1 de outubro de 2018  | Dudu Nobre                                                   |
|                                                     |                       |                                                              |
|                                                     |                       |                                                              |
|                                                     |                       |                                                              |
| 1006                                                | 2 de outubro de 2018  | Gaab, Maloka                                                 |
|                                                     |                       |                                                              |
|                                                     |                       |                                                              |
|                                                     |                       |                                                              |
| 1007                                                | 3 de outubro de 2018  | Philipp Schiemer, Walter Cavalheiro Filho e Ricardo Stodieck |
|                                                     |                       |                                                              |
| Observação: Episódio temático sobre a cultura alemã |                       |                                                              |
|                                                     |                       |                                                              |
| 1008                                                | 4 de outubro de 2018  | Maisa, João Guilherme, Thalita Rebouças                      |
|                                                     |                       |                                                              |
|                                                     |                       |                                                              |
|                                                     |                       |                                                              |
| 1009                                                | 5 de outubro de 2018  | Mano Walter                                                  |
|                                                     |                       |                                                              |
|                                                     |                       |                                                              |
|                                                     |                       |                                                              |
| 1010                                                | 8 de outubro de 2018  | César Sampaio, Kleber Bambam                                 |
|                                                     |                       |                                                              |
|                                                     |                       |                                                              |
|                                                     |                       |                                                              |
| 1011                                                | 9 de outubro de 2018  | MC Koringa, Ananda                                           |
|                                                     |                       |                                                              |
|                                                     |                       |                                                              |
|                                                     |                       |                                                              |
| 1012                                                | 10 de outubro de 2018 | DJ Jazzy Jeff, Christian Chávez                              |
|                                                     |                       |                                                              |
|                                                     |                       |                                                              |
|                                                     |                       |                                                              |
| 1013                                                | 11 de outubro de 2018 | Leite Show                                                   |
|                                                     |                       |                                                              |
|                                                     |                       |                                                              |
|                                                     |                       |                                                              |
| 1014                                                | 12 de outubro de 2018 | Lord Vinheteiro; LC Galetto                                  |
|                                                     |                       |                                                              |
|                                                     |                       |                                                              |
|                                                     |                       |                                                              |
| 1015                                                | 15 de outubro de 2018 | Thiago Martins                                               |
|                                                     |                       |                                                              |
|                                                     |                       |                                                              |
|                                                     |                       |                                                              |
| 1016                                                | 16 de outubro de 2018 | Rodrigo Koxa                                                 |
|                                                     |                       |                                                              |
|                                                     |                       |                                                              |
|                                                     |                       |                                                              |
| 1017                                                | 17 de outubro de 2018 | Cuiabano Lima                                                |
|                                                     |                       |                                                              |
|                                                     |                       |                                                              |
|                                                     |                       |                                                              |
| 1018                                                | 18 de outubro de 2018 | Thaynara OG                                                  |
|                                                     |                       |                                                              |
|                                                     |                       |                                                              |
|                                                     |                       |                                                              |
| 1019                                                | 19 de outubro de 2018 | Bruno Motta, elenco da série Impuros                         |
|                                                     |                       |                                                              |
|                                                     |                       |                                                              |
|                                                     |                       |                                                              |
| 1020                                                | 22 de outubro de 2018 | Renato Veras                                                 |
|                                                     |                       |                                                              |
|                                                     |                       |                                                              |
|                                                     |                       |                                                              |
| 1021                                                | 23 de outubro de 2018 | Rick Chesther; Maurício & Mauri                              |
|                                                     |                       |                                                              |
|                                                     |                       |                                                              |
|                                                     |                       |                                                              |
| 1022                                                | 24 de outubro de 2018 | W. Veríssimo                                                 |
|                                                     |                       |                                                              |
|                                                     |                       |                                                              |
|                                                     |                       |                                                              |
| 1024                                                | 26 de outubro de 2018 | Ana Paula Henkel                                             |
|                                                     |                       |                                                              |
|                                                     |                       |                                                              |
|                                                     |                       |                                                              |
| 1025                                                | 29 de outubro de 2018 | Cabo Daciolo                                                 |
|                                                     |                       |                                                              |
|                                                     |                       |                                                              |
|                                                     |                       |                                                              |
| 1026                                                | 30 de outubro de 2018 | Lito Sousa                                                   |
|                                                     |                       |                                                              |
|                                                     |                       |                                                              |
|                                                     |                       |                                                              |
| 1027                                                | 31 de outubro de 2018 | Lena Oxa                                                     |
|                                                     |                       |                                                              |
|                                                     |                       |                                                              |
|                                                     |                       |                                                              |

## Novembro
| N.º  | Data de exibição       | Convidado(s)                                                |
| ---- | ---------------------- | ----------------------------------------------------------- |
| 1028 | 1 de novembro de 2018  | Naiara Azevedo                                              |
|      |                        |                                                             |
|      |                        |                                                             |
|      |                        |                                                             |
| 1029 | 2 de novembro de 2018  | Thiago Arancam, Charles Martinet                            |
|      |                        |                                                             |
|      |                        |                                                             |
|      |                        |                                                             |
| 1030 | 5 de novembro de 2018  | Marcão do Povo, Ota Assunção                                |
|      |                        |                                                             |
|      |                        |                                                             |
|      |                        |                                                             |
| 1031 | 6 de novembro de 2018  | Daniele Montes, Muca Muriçoca                               |
|      |                        |                                                             |
|      |                        |                                                             |
|      |                        |                                                             |
| 1032 | 7 de novembro de 2018  | Bruno & Barreto                                             |
|      |                        |                                                             |
|      |                        |                                                             |
|      |                        |                                                             |
| 1033 | 8 de novembro de 2018  | Yasmin Santos, Suely Franco                                 |
|      |                        |                                                             |
|      |                        |                                                             |
|      |                        |                                                             |
| 1034 | 12 de novembro de 2018 | Felipe Araújo                                               |
|      |                        |                                                             |
|      |                        |                                                             |
|      |                        |                                                             |
| 1035 | 13 de novembro de 2018 | Titãs                                                       |
|      |                        |                                                             |
|      |                        |                                                             |
|      |                        |                                                             |
| 1036 | 14 de novembro de 2018 | Aldair Playboy                                              |
|      |                        |                                                             |
|      |                        |                                                             |
|      |                        |                                                             |
| 1037 | 15 de novembro de 2018 | Stepan Nercessian                                           |
|      |                        |                                                             |
|      |                        |                                                             |
|      |                        |                                                             |
| 1038 | 16 de novembro de 2018 | Clau, Flavia Pavanelli                                      |
|      |                        |                                                             |
|      |                        |                                                             |
|      |                        |                                                             |
| 1039 | 19 de novembro de 2018 | Vitor Santos                                                |
|      |                        |                                                             |
|      |                        |                                                             |
|      |                        |                                                             |
| 1040 | 20 de novembro de 2018 | MC Sapão e Dennis DJ                                        |
|      |                        |                                                             |
|      |                        |                                                             |
|      |                        |                                                             |
| 1041 | 21 de novembro de 2018 | Mumuzinho                                                   |
|      |                        |                                                             |
|      |                        |                                                             |
|      |                        |                                                             |
| 1042 | 22 de novembro de 2018 | Dalila de Nóbrega                                           |
|      |                        |                                                             |
|      |                        |                                                             |
|      |                        |                                                             |
| 1043 | 23 de novembro de 2018 | Zeeba, Willou e Watson                                      |
|      |                        |                                                             |
|      |                        |                                                             |
|      |                        |                                                             |
| 1044 | 26 de novembro de 2018 | Analice Nicolau                                             |
|      |                        |                                                             |
|      |                        |                                                             |
|      |                        |                                                             |
| 1045 | 27 de novembro de 2018 | Isadora Ribeiro; Axel                                       |
|      |                        |                                                             |
|      |                        |                                                             |
|      |                        |                                                             |
| 1046 | 28 de novembro de 2018 | Elenco de Exterminadores do Além Contra a Loira do Banheiro |
|      |                        |                                                             |
|      |                        |                                                             |
|      |                        |                                                             |
| 1047 | 29 de novembro de 2018 | Wanessa Camargo                                             |
|      |                        |                                                             |
|      |                        |                                                             |
|      |                        |                                                             |
| 1048 | 30 de novembro de 2018 | Maneva, Bárbara Bruno                                       |
|      |                        |                                                             |
|      |                        |                                                             |
|      |                        |                                                             |

## Dezembro
| N.º  | Data de exibição       | Convidado(s)                                      |
| ---- | ---------------------- | ------------------------------------------------- |
| 1049 | 3 de dezembro de 2018  | Ufólogos                                          |
|      |                        |                                                   |
|      |                        |                                                   |
|      |                        |                                                   |
| 1050 | 4 de dezembro de 2018  | Rogério Vilela                                    |
|      |                        |                                                   |
|      |                        |                                                   |
|      |                        |                                                   |
| 1051 | 5 de dezembro de 2018  | Aline Barros                                      |
|      |                        |                                                   |
|      |                        |                                                   |
|      |                        |                                                   |
| 1052 | 6 de dezembro de 2018  | Sylvinho Blau-Blau                                |
|      |                        |                                                   |
|      |                        |                                                   |
|      |                        |                                                   |
| 1053 | 7 de dezembro de 2018  | Nogy                                              |
|      |                        |                                                   |
|      |                        |                                                   |
|      |                        |                                                   |
| 1054 | 10 de dezembro de 2018 | Liminha; The Umbrella Academy                     |
|      |                        |                                                   |
|      |                        |                                                   |
|      |                        |                                                   |
| 1055 | 11 de dezembro de 2018 | Luciano Hang                                      |
|      |                        |                                                   |
|      |                        |                                                   |
|      |                        |                                                   |
| 1056 | 12 de dezembro de 2018 | Soul Asylum, Michael B. Jordan e Florian Munteanu |
|      |                        |                                                   |
|      |                        |                                                   |
|      |                        |                                                   |
| 1057 | 13 de dezembro de 2018 | Sandro Becker                                     |
|      |                        |                                                   |
|      |                        |                                                   |
|      |                        |                                                   |
| 1058 | 14 de dezembro de 2018 | Rosa e Rosinha                                    |
|      |                        |                                                   |
|      |                        |                                                   |
|      |                        |                                                   |
| 1059 | 17 de dezembro de 2018 | Palmirinha e Adriana Rosa                         |
|      |                        |                                                   |
|      |                        |                                                   |
|      |                        |                                                   |
| 1060 | 18 de dezembro de 2018 | Banda Malta, Taynara Conti                        |
|      |                        |                                                   |
|      |                        |                                                   |
|      |                        |                                                   |
| 1061 | 19 de dezembro de 2018 | Henrique & Diego                                  |
|      |                        |                                                   |
|      |                        |                                                   |
|      |                        |                                                   |
| 1062 | 20 de dezembro de 2018 | Marcelo Marrom                                    |
|      |                        |                                                   |
|      |                        |                                                   |
|      |                        |                                                   |
| 1063 | 21 de dezembro de 2018 | Krisiun, Penélope Nova                            |
|      |                        |                                                   |
|      |                        |                                                   |
|      |                        |                                                   |
| 1064 | 24 de dezembro de 2018 | Jean Scuto                                        |
|      |                        |                                                   |
|      |                        |                                                   |
|      |                        |                                                   |
| 1065 | 25 de dezembro de 2018 | Guga Rocha                                        |
|      |                        |                                                   |
|      |                        |                                                   |
|      |                        |                                                   |
| 1066 | 26 de dezembro de 2018 | Dilsinho                                          |
|      |                        |                                                   |
|      |                        |                                                   |
|      |                        |                                                   |
| 1067 | 27 de dezembro de 2018 | Patrick Maia; Nil Agra                            |
|      |                        |                                                   |
|      |                        |                                                   |
|      |                        |                                                   |
| 1068 | 28 de dezembro de 2018 | Wendel Bezerra                                    |
|      |                        |                                                   |
|      |                        |                                                   |
|      |                        |                                                   |